# Будинок на вулиці Саксаганського, 58
Будинок на вулиці Саксаганського, 58 (також — будинок Каміонського) — житловий будинок у Голосіївському районі Києва, на вулиці Саксаганського. Зведений у 1913—1914 як прибутковий будинок, має статус пам'ятки архітектури та містобудування місцевого значення.

## Історія
Ділянка із житловим будинком, попередником сучасного будинку № 58, належала оперному співакові Оскару Каміонському, який тут і мешкав. У 1913—1914 роках на його замовлення архітектор Йосип Зекцер спорудив на цьому місці шестиповерховий прибутковий будинок.
Після смерті власника, Оскара Каміонського, у 1917 році, будівля перейшла у спадок до його дружини, Клари Брун. У 1919 році, за радянських часів, будівлю націоналізували, втім, удова Каміонського, професор Київської консерваторії, продовжувала проживати у цьому будинку.

## Опис
Будівля стоїть на червоній лінії забудови вулиці Саксаганського, шестиповерхова, цегляна, фарбована (цоколь тинькований). Перекриття пласкі, двосхилий дах вкритий бляхою. Будівля у плані Т-подібна, у видовженому дворовому крилі, що розташоване перпендикулярно вуличному об'єму, розміщені парадна сходова клітка із ліфтом та двоє чорних сходів. Перший поверх зайнятий торговельними приміщеннями.
Чоловий фасад декорований у стилі історизму з елементами неоампіру, має трьохосьову симетричну композицію. Осі підкреслені еркерами на рівні третього—п'ятого поверхів (на рівні шостого завершені балконами), з них центральний має гранчасту форму, бічні еркери заокруглені. У пряслах між еркерами, створюючи плавний перехід, розміщені два ряди гранчастих у плані балконів із кованими решітками. Завершується чоловий фасад фризом із ліпними гірляндами у середній частині площини фасаду, декоративним архівольтом над центральним вікном і наріжними акротеріями на флангах; середня частина фасаду додатково акцентована трикутним пологим аттиком із ліпним декором у вигляді трьох вінків, з яких станом на початок XXI століття зберігся лиш один. Вікна прямокутні, на першому поверсі — вітринні, на другому поверсі прикрашені декором із меандровим мотивом, в еркерах, на рівні четвертого—п'ятого поверху вікна мають декоративні ліпні геометричні підвіконні вставки. Головний вхід розташований по центральній осі фасаду і має вигляд стилізованого порталу, увінчаного трикутним щипцем, на тлі якого — картуш із маскароном у вигляді жіночої голови. На правому фланзі розташований проїзд на внутрішнє подвір'я, за ним у напівповерсі розташоване житлове приміщення — колишня двірницька.
Дворовий фасад має спрощений декор; стіни-брандмауери прикрашені вертикальними лопатками та завершені трикутними щипцями, по центральній осі мають смугу невеликих вікон.

## Видатні мешканці
У квартирі № 18 до своєї смерті у 1917 році мешкав власник будинку, оперний і камерний співак Оскар Каміонський. Разом з ним у цій квартирі проживала його дружина, оперна співачка, солістка Київського міського театру Клара Брун-Каміонська (після смерті чоловіка жила у цій квартирі до 1930-х років).
У 1910-х роках у будинку проживав диригент, композитор, педагог, народний артист СРСР Лев Штейнберг.

## Галерея

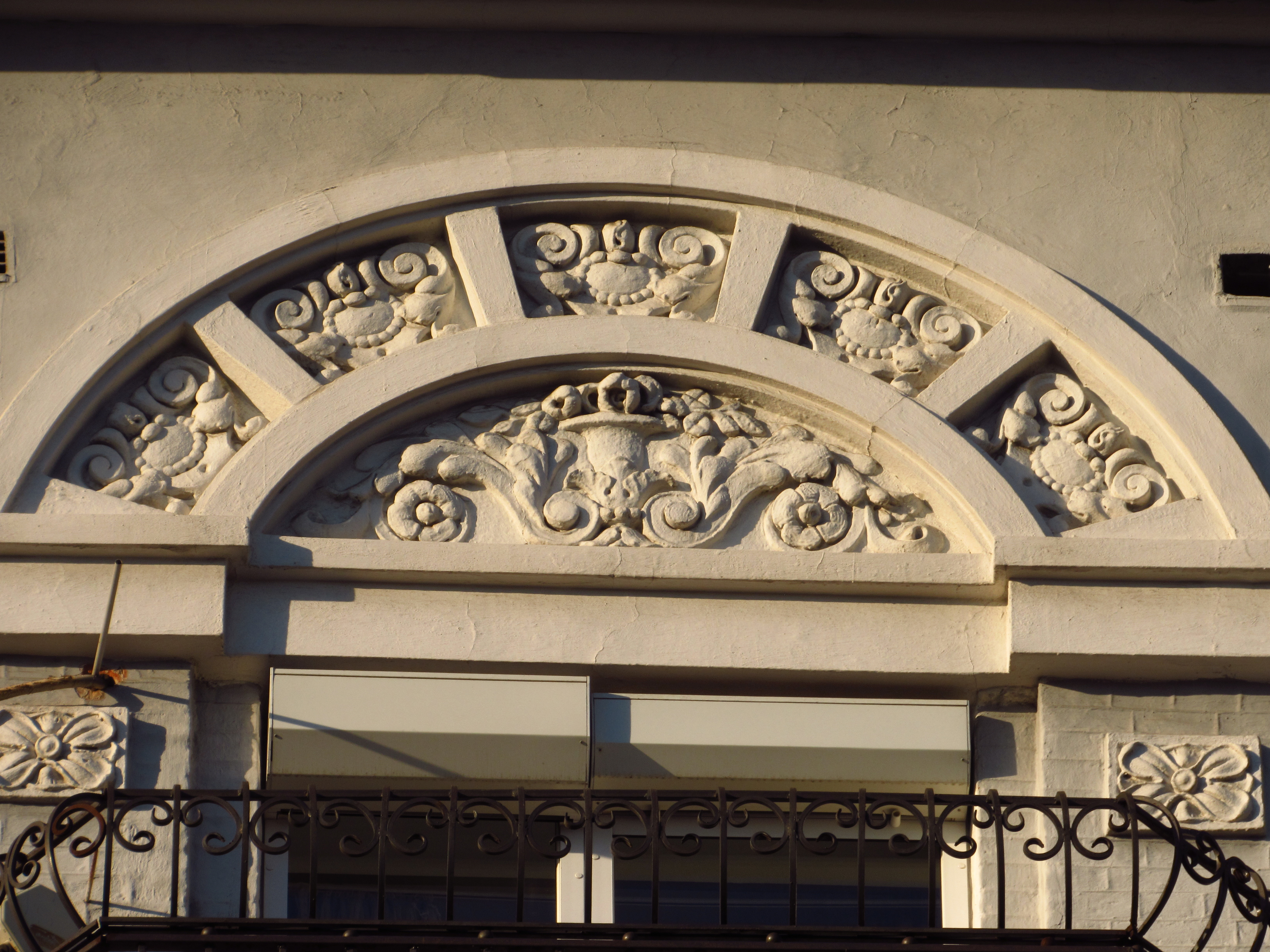
Декоративний архівольт у фризі